# Brenda Gandini
Brenda Gandini (née le 8 août 1984 à Cipolletti, Argentine) est une actrice argentine. Elle est notamment connue pour son rôle dans la série à succès Floricienta.